# Jesús (película de 1999)
Jesus, en su título original, también conocido como Jesús o La Biblia: Jesús, es un telefilme bíblico de 1999, que relata la historia de Jesús de Nazaret. Está protagonizado por Jeremy Sisto en el papel de Jesús, Jacqueline Bisset como María (madre de Jesús), Debra Messing como María Magdalena y Gary Oldman como Poncio Pilato.

## Tema
La película destaca por mostrar a un Jesús más humano, comparada con las caracterizaciones más solemnes de películas anteriores; aquí Jesús ríe y llora como cualquier otra persona. Entre otras cosas, llora en el funeral de José, arroja guijarros al mar de Galilea cuando conoce a Simón Pedro y a Santiago el Mayor, baila en la boda de Caná y también empieza a jugar a salpicar con agua a sus discípulos. 
Por otra parte, Satanás está caracterizado como un hombre vestido con traje y corbata, mostrándole a Cristo diferentes momentos de la historia, desde las cruzadas a la Segunda Guerra Mundial, y diciéndole que todos esos conflictos serán culpa suya. La película añade un historiador romano llamado «Livio», que observa y relata los acontecimientos; probablemente esté basado en Tito Livio.

## Reparto
- Jeremy Sisto como Jesús.
- Jacqueline Bisset como la Virgen María.
- Armin Mueller-Stahl como José.
- Debra Messing como María Magdalena.
- David O'Hara como Juan Bautista.
- G. W. Bailey como Livio.
- Luca Barbareschi como Herodes Antipas.
- Christian Kohlund como Caifás.
- Stefania Rocca como María de Betania.
- Luca Zingaretti como Simón Pedro.
- Ian Duncan como Juan el Apóstol.
- Elena Sofia Ricci como Herodías.
- Gilly Gilchrist como Andrés el Apóstol.
- Thomas Lockyer como Judas Iscariote.
- Claudio Amendola como Barrabás.
- Jeroen Krabbé como Satanás.
- Gary Oldman como Poncio Pilato.
- Gabriella Pession como Salomé.
- Maria Cristina Heller como Marta de Betania.
- Manuela Ruggeri como Satanás, como mujer.
- Peter Gevisser como Lázaro.
- Fabio Sartor como Santiago el Apóstol.
- Sebastian Knapp como Mateo el Apóstol.
- Sean Harris como Tomás el Apóstol.
- Karim Doukkali como Felipe el Apóstol.
- Said Bey como Judas Tadeo.
- Abedelouhahad Mouaddine como Santiago el Menor.
- El Housseine Dejjiti como Simón el Zelote.
- Mohammed Taleb como Bartolomé el Apóstol.
- Omar Lahlou como Natanael el Apóstol.
- Miles C. Hobson como Jesús (6 años).
- Josh Maguire como Jesús  (12 años).
- Zack Maguire como Juan Bautista de niño (12 años).
- Roger Hammond como José de Arimatea.
- Rick Warden como Jared.
- Iddo Goldberg como Seth.
- Jeremy Zimmermann como cliente de María Magdalena.
- Elaine English como mujer cananea.
- Tony Vogel como Farmer.
- John Francis como Zerack.
- Carl Pizzie como Zelote n.º 1.
- Nicholas Sidi como Zelote n.º 2.
- Elliot Levey como recaudador de impuestos.
- Ichrak Berraoui como adúltera.